# Aeroportul Internațional Macao
Aeroportul Internațional Macao (în portugheză Aeroporto Internacional de Macau; în chineză: 澳門國際機場) (IATA: MFM, ICAO: VMMC) este un aeroport din Macao, Republica Populară Chineză ce deservește zona Macao. Aeroportul a fost tranzitat în 2022 de 599.185 de pasageri. A fost deschis în 1995 și numit după zona deservită.
Situat la o altitudine de 6 m, aeroportul dispune de 1 pistă.

## Infrastructură

### Piste
Aeroportul dispune de o singură pistă. Pista 16/34 are suprafața de beton și dimensiunile 3.360 m × 45 m. 